# مكتبة جاريسون
مكتبة جاريسون هي مكتبة تأسست مكتبة جاريسون في جبل طارق من قبل النقيب (العقيد لاحقًا) جون درينكووتر بيثون عام 1793.

## تاريخ
تم تشييد المكتبة في مقر إقامة الحكام أثناء فترة الاحتلال الإسباني لجبل طارق،  وافتتح دوق كنت رسمياً في سنه 1804. في سنه 1823 كان اجمالي رسوم المكتبة «100 دولار صعب» يدفعها 150 من مالكي «المكتبة التجارية». يحق لكل مالك أقتراض كتابا كبير أو ثلاثة كتب صغيرة أو مجموعة كاملة من الرواية لمدة تتراوح بين أسبوع إلى أسبوعين. في المقابل، كان يتوجب عليهم أيضًا أن يقوموا بدفع 16 دولارًا في كل عام. كان هذا شأنًا تجاريًا ويمكن شراء عضوية المكتبة أو حتى بيعها. يتم انتخاب أعضاء اللجنة الثلاثة عشر سنويًا، وكان من المقرر أن تفتح المكتبة أبوابها لمدة أسبوع بساعات الشتاء والصيف.
كانت المكتبة بمثابة المركز الرئيسي وخدمة الأرشفة في صحيفة جبل طارق ، هي ثاني أقدم صحيفة باللغة الإنكليزية في العالم. أنشئت لضباط حامية جبل طارق وعلا يدهم. وظلت هذة المكتبة كيانًا خاصًا يديره صندوق استئماني لأكثر من مائتي عام  لغاية سبتمبر 2011، حيث تم نقل المكتبة إلى حكومة جبل طارق.

## وصف
جارسيون هي مكتبة تتكون من 45000 كتاب، تضم أيضا الكثير من المجلدات النادرة. توجد هذه المكتبة أيضا لاحتواء المجموعة التي تتضمن تغطية واسعه لمواضيع الثقافة والسفر. بدأت المكتبة في شغل الضباط المرابطين في جبل طارق. لديها مجموعة قيمة من التاريخ المحلي. تُقام هنا العديد من المطبوعات الحجرية والمطبوعات الفنية والعديد من المفروشات تعكس صور لخلفيات تاريخية مثيرة للاهتمام.
في عام 2006، انتقلت مكاتب التحرير في صحيفة جبل طارق إلى مقر عمل جديد في وتر جيت هاوس ، تم نقل أعمال الطباعة في عام 2007 إلى نيو هاربلس . لا يزال أرشيف ا حاليًا في مكتبة غاريسون، وكذلك سجلات صحيفة بانوراما الأكثر حداثة.
يعتقد أن شجرة التنين في الحديقة الأمامية للمكتبة ترجع إلى عصرالاحتلال الإسباني عندما تم إدخال النبات إلى جبل طارق علا يد البحارة الذين قاموا بجلب البذور من جزر الكناري.

## روابط خارجية
- Barnaby Rogerson. "Gibraltar in History". Travel Intelligence. مؤرشف من الأصل في 2019-01-26. اطلع عليه بتاريخ 2012-12-21.